# Vinicio Cortese
Vinicio Cortese (Nicastro, 20 gennaio 1921 – Ozzano Monferrato, 26 agosto 1944) è stato un partigiano e militare italiano, medaglia d'oro al valor militare.

## Biografia
Chiamato alle armi, al momento dell'armistizio si trovava a Vercelli come ufficiale carrista della 26ª Divisione fanteria "Assietta" ed entrò subito nella Resistenza italiana.
Arrestato, stava per essere deportato in Germania, ma riuscì a fuggire e a raggiungere le formazioni partigiane dell'Alessandrino. Nuovamente catturato durante un rastrellamento, ferito e ricoverato all'ospedale di Alessandria, fuggì durante un bombardamento aereo. Attraversato il Tanaro a nuoto, Cortese si unì ai partigiani della 79ª Brigata "Garibaldi". Alla fine di luglio del 1944 "Tenente" (questo il suo nome di battaglia), passò alla 7ª Brigata "Matteotti" della Divisione "Italo Rossi" e gli fu affidato il comando di un battaglione.
Esperto in azioni di sabotaggio, il giovane attraversò ad Ozzano la zona fortificata tedesca e, riuscito a sottrarre un'ingente quantità di esplosivo, lo utilizzò per far saltare in aria un tratto del binario ferroviario nella galleria San Giorgio. L'esplosione fu tanto violenta da provocare anche il crollo della volta del manufatto. Incaricato poi di distruggere il ponte di Ozzano per impedire l'afflusso di rinforzi ai nemici impegnati contro la "Matteotti", Cortese fu ucciso dai tedeschi.
Per onorare la memoria di Vinicio Cortese, l'Università di Napoli, che aveva frequentato, gli ha conferito, nel 1946, la laurea in Legge "ad honorem". A suo nome sono state intitolate vie a Roma, a Catanzaro e a Vibo Valentia, dove il giovane risiedeva quando fu chiamato alle armi. Una via gli è stata intitolata pure nel suo paese natale, che lo ricorda anche con una lapide sul Palazzo municipale.